# Sokoto (rzeka)
Sokoto – rzeka w północno-zachodniej Nigerii, lewy dopływ Nigru; długość 630 km; źródła na wyżynie Dżos; duże sezonowe wahania stanów wód; wykorzystywana do nawadniania.